# جمع‌آوری پسماند

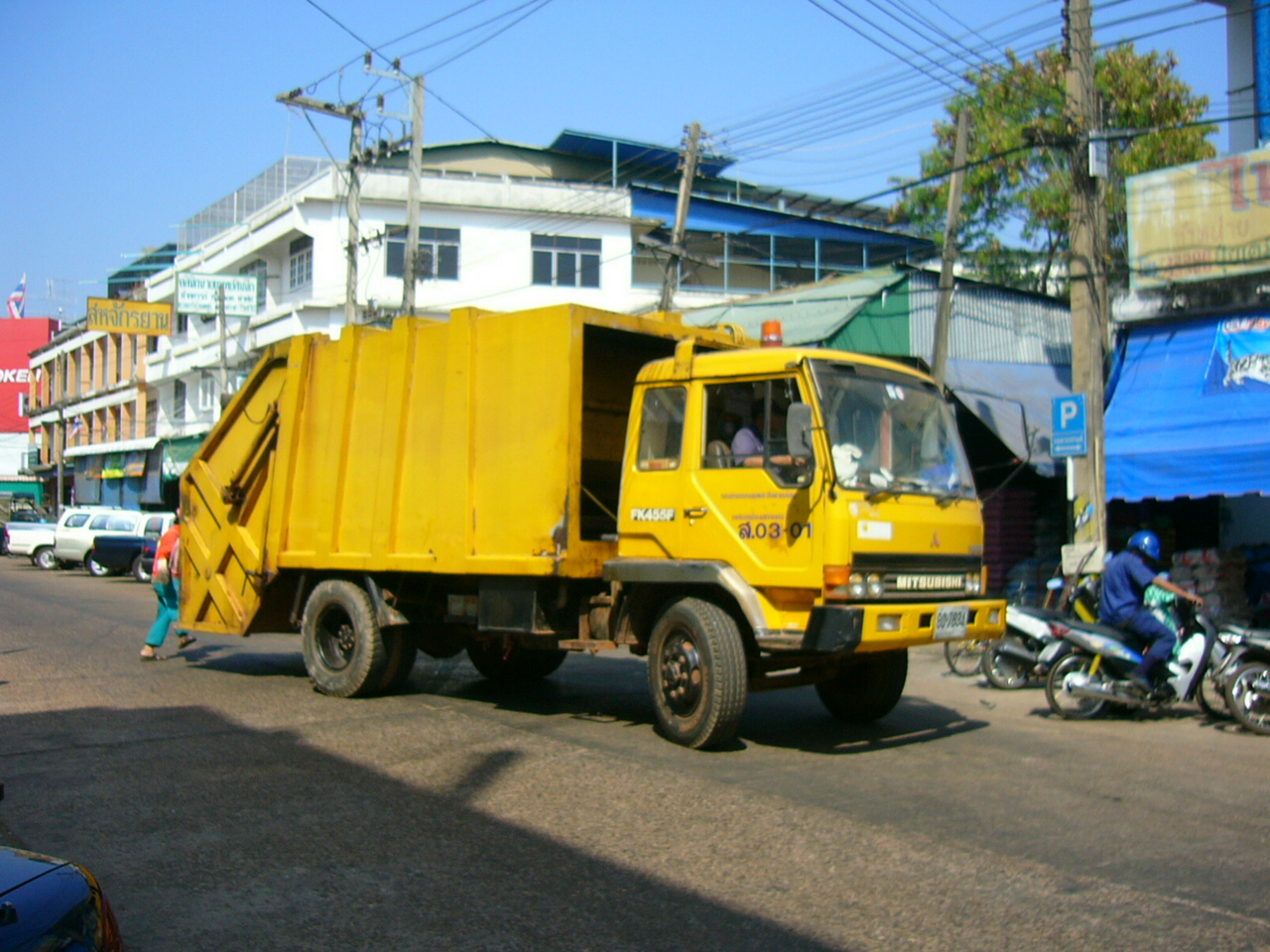
یک وسیله نقلیه جمع‌آوری پسماند در ساکون ناخون، تایلند.

جمع‌آوری پسماند یا جمع‌آوری زباله (به انگلیسی: Waste collection) بخشی از فرایند مدیریت پسماند است. انتقال زباله جامد از محل استفاده و دفع به محل تصفیه یا دفن زباله است. جمع‌آوری پسماند همچنین شامل مجموعهای از مواد قابل بازیافت که از نظر فنی زباله نیستند، به عنوان بخشی از برنامه واگرایی دفن زباله شهری است.

## زباله‌های خانگی
زباله‌های خانگی در کشورهای توسعه‌یافته اقتصادی معمولاً پیش از جمع‌آوری توسط یک رفتگر زباله با استفاده از وسیله نقلیه جمع‌آوری زباله در ظروف زباله یا سطل‌های بازیافت رها می‌شوند. قایق‌های جمع‌آوری زباله در برخی شهرها به عنوان مثال در ونیز ایتالیا استفاده می‌شود.